# Suhard
Suhard nebo Munții Suhardului (Suhardské hory) je pohoří v severním Rumunsku. Patří k jádrovým pohořím Vnitřních Východních Karpat. Z hlediska rumunského členění rumunských Východních Karpat patří do nejsevernější skupiny zvané Maramurešské a Bukovinské Karpaty (Carpații Maramureșului și Bucovinei). Nejvyšší vrchol Omu (též Vârful Omu nebo Omul) dosahuje 1932 m n. m.
Suhard navazuje na jihovýchodě na Rodnu, od které je oddělen sedlem Rotunda (1271 m). Ze severu a z východu je oddělen údolím řeky Bistrice od Obciny Mestecăniș a od masívu Giumalău. Z jihu ho obtéká přítok Bistrice Dorna, za ní už se zvedá sopečné pohoří Căliman a na jihozápadě navazuje jiné sopečné pohoří Bârgău. Východiskem do Suhardu jsou lázně Vatra Dornei na jihovýchodě, u soutoku Bistrice a Dorny. Prochází tudy transkarpatská železnice i několik významných silnic.
Vzhledem ke své poloze nabízí Suhard jedinečné výhledy na řadu okolních pohoří (Rodna, Maramureš, Giumalău, Rarău, Căliman, Bârgău, Ceahlău, Munții Bistriței a Stânișoara).